# Пер Петтерсон
Пер Петтерсон (18 липня 1952, Осло) — норвезький письменник, автор роману «Верхи на крадених конях», лауреат Літературної премії Північної Ради.

## Життєпис
Петтерсон здобув освіту бібліотекаря. Спочатку працював на фабриці, як і його батьки, а згодом влаштувався до книжкового магазину «Тронсмо» у центрі Осло, директором якого залишається дотепер. Займався перекладами та літературною критикою. В інтерв'ю відзначає, що американська література йому ближча за британську. Серед письменників, які на нього вплинули найбільше, називає Кнута Гамсуна та Реймонда Карвера.
Перша книжка Петтерсона, «Попіл у роті, пісок у мештах» (норв. Aske i munnen, sand i skoa) (1987), була збіркою оповідань. Після неї він написав кілька романів, які здобули неабияку популярність серед читачів, хоча його перший роман, «Країна луни» (норв. Ekkoland, 1989) не вразив його матір, яка назвала його «трохи дитячим». Тиждень потому вона загинула.
Події роману «До Сибіру» (1996) відбуваються під час Другої світової війни. 1998 року роман переклали англійською та номінували на Літературну премію Північної Ради. У романі «I kjølvannet» (2002) Петтерсон оповідає історію молодого хлопця, який втратив родину під час пожежі на поромі «Скандінавіан Стар» 1990 року (ця трагедія спричинила загибель не тільки матері Петтерсона, але й його батька, молодшого брата та племінниці). За цей роман Петтерсон отримав 2000 року Премію Браґі. 2009 року його нагородили Літературною премією Північної Ради — за роман «Проклинаю плин часу» (норв. Jeg forbanner tidens elv), який 2010 року було перекладено англійською мовою.
Найвідоміший роман Петтерсона «Верхи на крадених конях» (норв. Ut og stjæle hester) було видано 2003 року. За нього Петтерсон отримав дві найголовніші премії Норвегії — Премію Асоціації норвезьких критиків та нагороду «Книжка року» від норвезьких книгопродавців. 2005 року з'явився переклад англійською, рік потому він був відзначений премію «Індепендент» як найкраща перекладена прозова книжка року. 2007 року Петтерсон отримав Дублінську літературну премію. У книжковому огляді «Нью-Йорк Таймс» від 9 грудня 2007 року роман «Верхи на крадених конях» було названо однією з найкращих десяти книжок року. Українською мовою роман переклала Галина Кирпа, 2010 року його було видано у видавництві «Навчальна книга — Богдан».
Романи Петтерсона було перекладено понад 40 мовами світу.

## Переклади українською
- Петтерсон, П. Верхи на крадених конях / Пер. з норв. Галини Кирпи. — Тернопіль: Богдан, 2010. — 192 с.